# بار میلز (ویسکانسین)
بار میلز (به انگلیسی: Barre Mills) یک منطقهٔ مسکونی در ایالات متحده آمریکا است که در شهرستان لا کروس، ویسکانسین واقع شده‌است. بار میلز ۲۲۰٫۹۸ متر بالاتر از سطح دریا واقع شده‌است.